# Templo (A Igreja de Jesus Cristo dos Santos dos Últimos Dias)

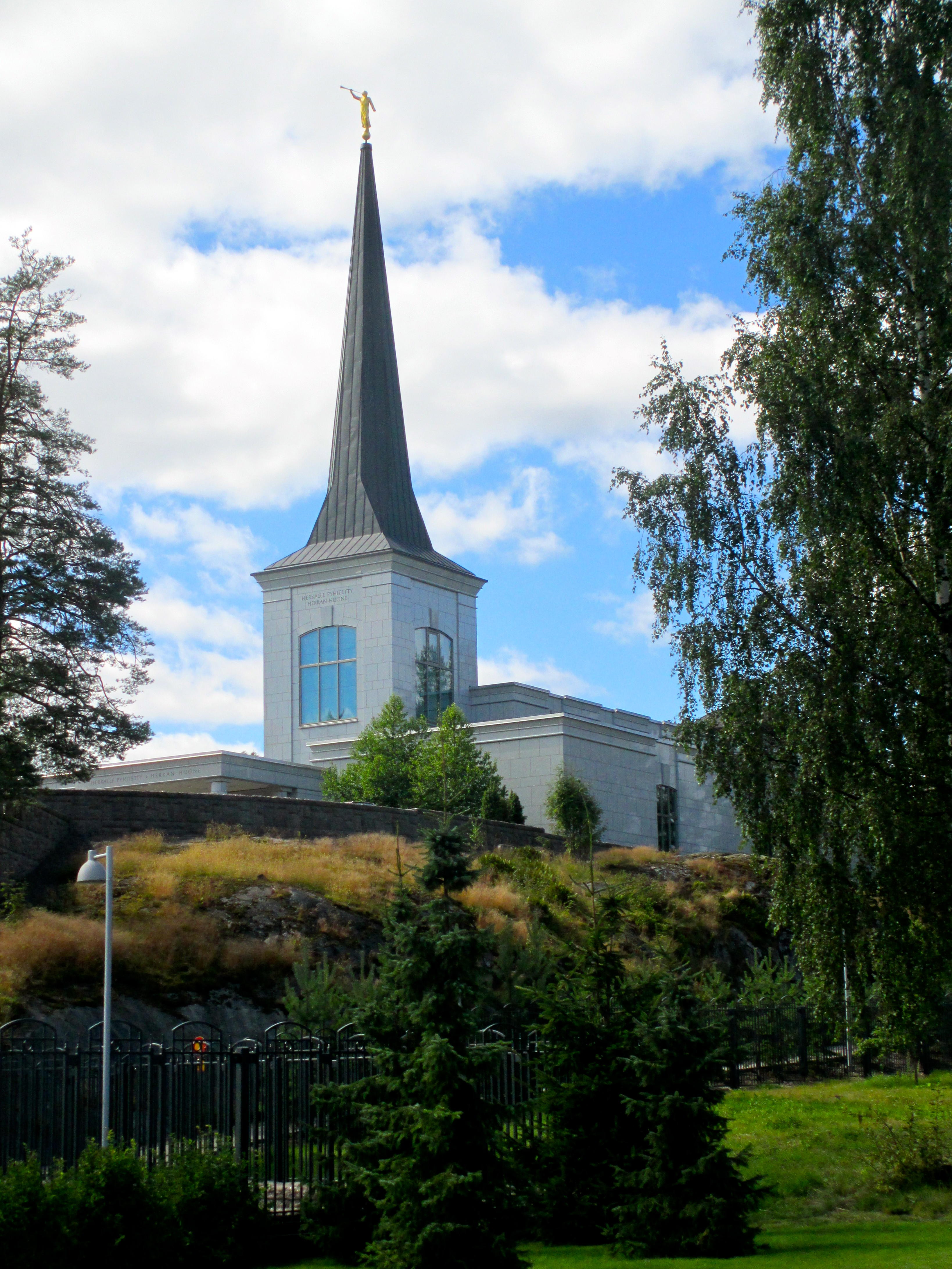
O Templo de Helsinque no distrito de Karakallio em Espoo, Finlândia

Um templo para A Igreja de Jesus Cristo dos Santos dos Últimos Dias, é um edifício dedicado para ser a Casa do Senhor. Os templos são considerados pelos membros da Igreja como as estruturas mais sagradas da Terra. Eles são locais onde cerimônias sagradas, como o batismo vicário, selamentos matrimoniais e outras ordenanças, são realizadas com o propósito de unir as famílias por toda a eternidade e aproximar os fiéis de Deus.
Após a inauguração, os templos ficam geralmente abertos ao público por um curto período (uma "casa aperta"). Durante esse dia de portas abertas, a Igreja realiza visitas guiadas ao templo, com missionários e membros da área local servindo como guias. Todas as salas do templo ficam acessíveis ao público. Em seguida, o templo é dedicado como uma "Casa do Senhor", após o que apenas os membros considerados "dignos do templo" pelos líderes de suas congregações têm permissão para entrar.
Os templos não são igrejas ou capelas designadas para reuniões sacramentais públicas semanais (semelhante a um culto ou missa), mas sim locais abertos apenas aos membros da Igreja, onde certas ordenanças da Igreja são realizadas.
A Igreja possui 350 templos em várias fases, dos quais 197 são templos dedicados (190 em operação e 7 anteriormente dedicados, mas fechados para renovação). Além disso, há 5 templos programados para dedicação, 49 em construção, 1 previsto para a cerimônia de início de obras e 98 outros anunciados (ainda não em construção). Existem templos em muitos estados dos EUA, bem como em vários países ao redor do mundo. Vários templos estão localizados em sítios históricos da Igreja, como Nauvoo, Illinois, Palmyra, Nova Iorque, e Salt Lake City, Utah. A importância dos templos é frequentemente enfatizada nas reuniões semanais, e a participação regular no "trabalho do templo" é fortemente incentivada para todos os Santos dos Últimos Dias.
Dentro dos templos, os membros da Igreja fazem convênios, recebem instruções e realizam cerimônias e ordenanças sagradas, como o batismo para os mortos, lavagem e unção (ou ordenanças "iniciatórias"), a investidura e os selamentos matrimoniais eternos. As ordenanças são uma parte vital da teologia da Igreja, que ensina que foram praticadas pelo povo convênio do Senhor em todas as dispensações.

## História

A construção de templo atingiu seu ponto mais alto em 2000. Em março de 2016, havia 150 templos em funcionamento

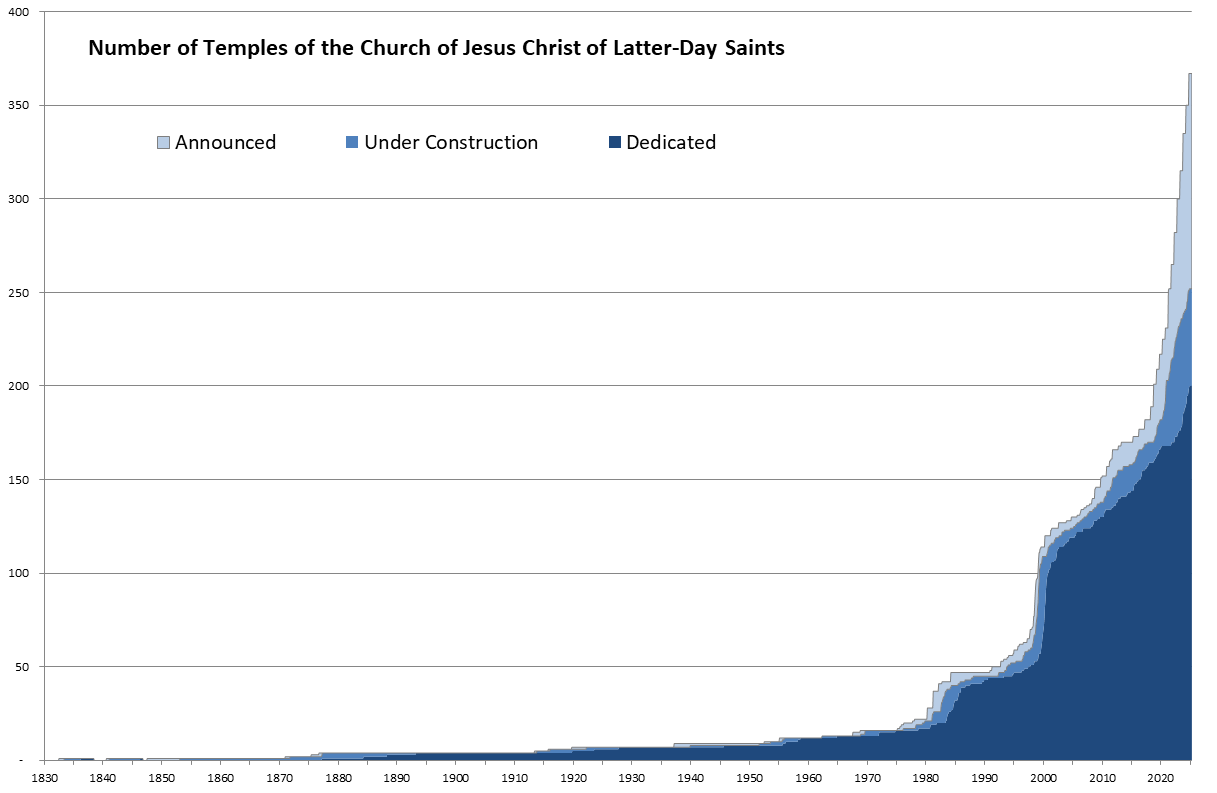
Gráfico de construção de templo em novembro de 2024

Os Santos dos Últimos Dias citam várias referências do Antigo Testamento sobre as ordenanças do templo, como aquelas encontradas em Êxodo 29:4-9, Êxodo 28:2-43 e Levítico 8:6-13. As palavras "SANTIDADE AO SENHOR" podem ser encontradas nos templos, conforme mencionado em Êxodo 28:36.
Da mesma forma, o Tabernáculo era considerado um "templo portátil" pelos filhos de Israel no Antigo Testamento.

### Templos dos Santos dos Últimos Dias
As primeiras cerimônias do templo dos Santos dos Últimos Dias foram realizadas em Kirtland, Ohio, mas diferiam significativamente da unção realizada no segundo andar da Loja de Tijolos Vermelhos de Joseph Smith em Nauvoo, Illinois, e do Templo de Nauvoo. As ordenanças em Kirtland incluíam lavagens e unções (diferentes em muitos aspectos da parte moderna) e a ordenança de lavar os pés. Durante quase quatro anos, a Loja de Tijolos Vermelhos de Smith funcionou como um templo de fato — o local das primeiras lavagens, unções, unções e selamentos. Em contraste, a grandiosa edificação conhecida como Templo de Nauvoo operou por apenas dois meses antes que os Santos dos Últimos Dias deixassem Illinois rumo ao oeste.
Os preparativos para iniciar os primeiros membros do Quórum Ungido de Joseph Smith, também conhecido como Ordem Sagrada, foram feitos em 3 de maio de 1842. As paredes do segundo andar da Loja de Tijolos Vermelhos foram pintadas com murais temáticos de jardins, os quartos foram decorados com carpetes, plantas em vasos e um véu pendurado no teto. Enquanto isso, o andar térreo continuava funcionando como o comércio geral de Smith.
Após os primeiros eventos da crise de sucessão, Brigham Young assumiu o controle da sede da Igreja em Nauvoo, Illinois. Enquanto ele e o restante do Quórum dos Doze faziam planos de contingência para abandonar a cidade, Young esperava que isso não fosse necessário. Por exemplo, no início de 1845, Young organizou uma conferência na colônia norueguesa em Norway, Illinois, e anunciou um plano para construir uma cidade dos Santos dos Últimos Dias no local, com um templo destinado aos membros noruegueses.

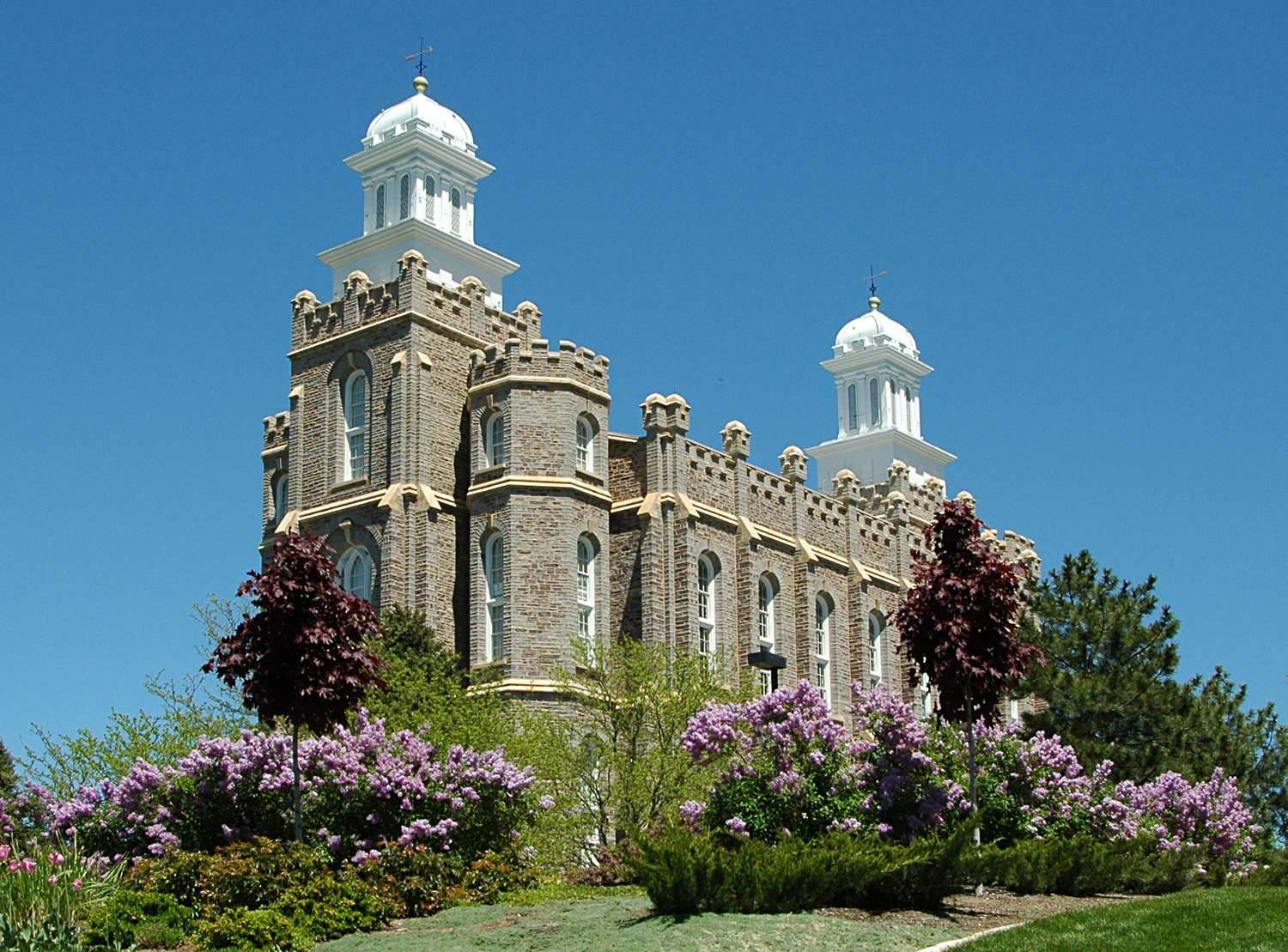
O Templo de Logan, em Utah

Enquanto isso, Brigham Young incentivou os Santos dos Últimos Dias em Nauvoo a redobrar os esforços para finalizar o templo. No final de 1845, o edifício estava suficientemente pronto para que as ordenanças do templo fossem realizadas. As cerimônias continuaram no início de 1846, mesmo com a expulsão dos mórmons da cidade. Uma pequena equipe permaneceu em Nauvoo até 30 de abril de 1846, quando o templo foi formalmente dedicado numa cerimônia privada por Joseph Young, o presidente mais velho dos Setenta. O templo foi usado por três meses e abandonado no final do verão de 1846. O templo completo foi destruído por um incêndio e, posteriormente, os restos foram demolidos por um redemoinho.

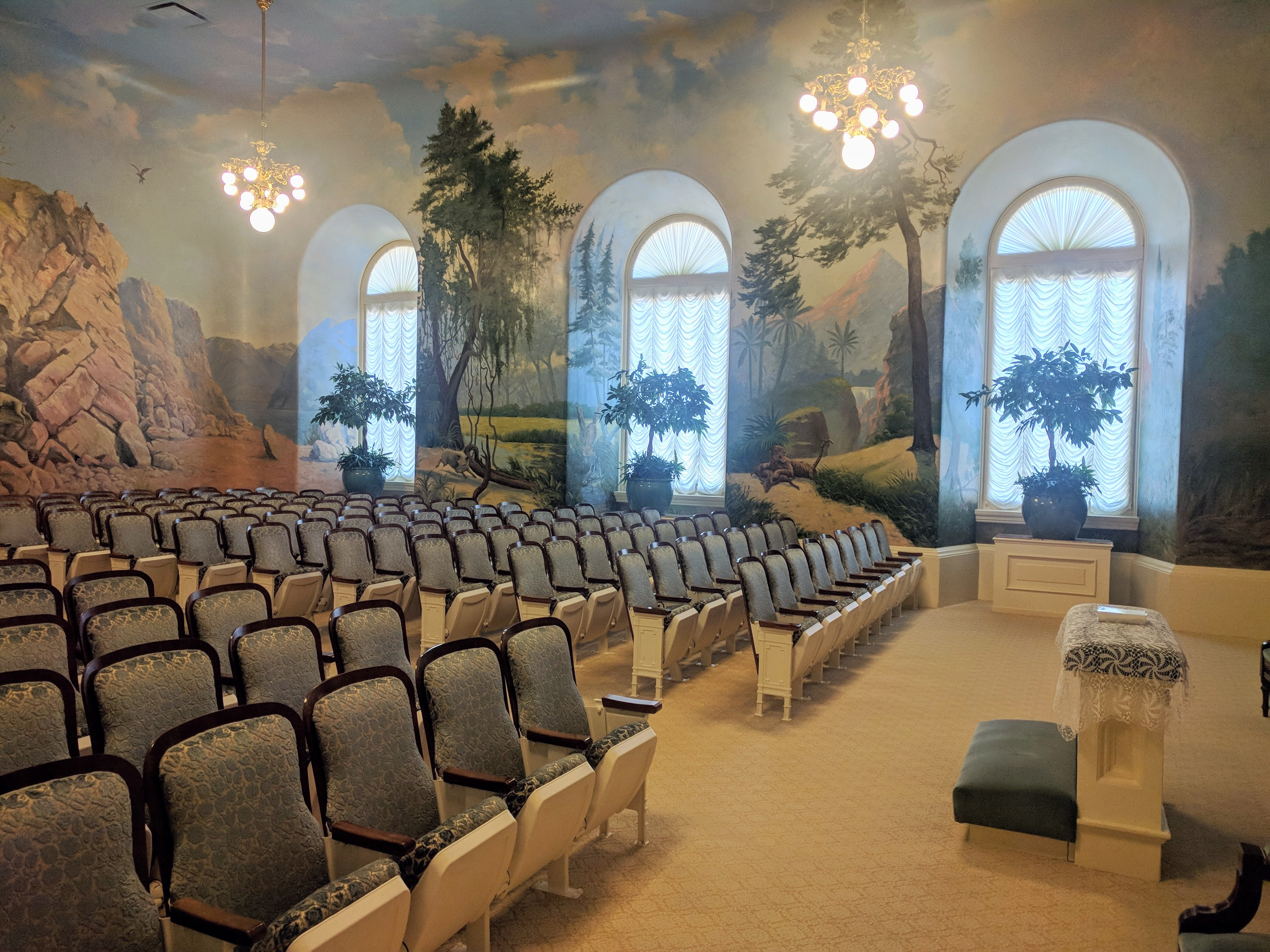
Uma sala no Templo de Salt Lake

Ao chegar à Grande Bacia, Brigham Young começou a construir assentamentos baseados no plano da Cidade de Sião e designou quatro deles para conter templos: Salt Lake City (1847), St. George (1871), Manti (1875) e Logan (1877). O templo de St. George foi o primeiro a ser concluído, em 1877, seguido por Logan (1884) e Manti (1888). O templo de Salt Lake levou 40 anos para ser finalizado, devido a diversos contratempos e atrasos, sendo dedicado em 1893.
No final da década de 1880 e em 1890, o desejo de continuar o trabalho de ordenanças nos templos foi um fator significativo na decisão de Wilford Woodruff (anunciada no Manifesto de 1890) de que a Igreja interromperia a prática da poligamia. Em 1887, o Congresso dos EUA aprovou o Ato Edmunds-Tucker, que desincorporou a Igreja e ordenou que autoridades federais começassem a confiscar seus bens, incluindo os templos. Após uma conversa com Woodruff, o presidente do Templo de Logan, Marriner W. Merrill, afirmou que o anúncio público proibindo novos casamentos polígamos era "a única maneira de manter a posse de nossos templos e continuar o trabalho de ordenanças para os vivos e os mortos, o que era considerado mais importante do que continuar a prática do casamento plural por ora".
A construção de templos Santos dos Últimos Dias foi interrompida até a presidência de Joseph Fielding Smith, que anunciou dois templos adicionais: Cardston, Alberta (1913), e Laie, Havaí (1915). O Templo de Cardston se tornou o primeiro templo dedicado fora dos Estados Unidos. Smith rompeu com a tradição anterior (estabelecida desde Kirtland) de construir templos com cortes superiores e inferiores. Anteriormente, os templos eram cada vez maiores, mas o Templo de Laie, no Havaí, era menor do que o Templo de Nauvoo.
Tanto o templo de Cardston quanto o de Laie foram dedicados sob a presidência de Heber J. Grant, assim como o templo em Mesa, Arizona. George Albert Smith dedicou o próximo templo em Idaho Falls, Idaho. David O. McKay dedicou mais cinco templos, incluindo um em Berna, Suíça, o primeiro templo dedicado na Europa e o primeiro a utilizar gravações em filme para a cerimônia da investidura, em vez de atores ao vivo. Joseph Fielding Smith dedicou um templo em Ogden, Utah, e Harold B. Lee dedicou seu templo gêmeo em Provo, Utah.
Spencer W. Kimball iniciou um plano para construir muitos templos menores com projetos padronizados. Durante sua presidência, 21 templos foram dedicados, incluindo o pequeno Templo de Papeete, no Taiti, com menos de 900 m² de área. Esse padrão continuou com a dedicação de nove templos durante a presidência de Ezra Taft Benson e dois sob a breve presidência de Howard W. Hunter.
Sob a liderança de Gordon B. Hinckley, a Igreja dedicou 77 templos. Em 1997, Hinckley apresentou um plano de templos menores, padronizados, projetados para servir congregações menores ou mais remotas a um custo reduzido. O primeiro templo dessa nova geração foi concluído em 1998, em Monticello, Utah, com 630 m², ampliados depois para 990 m². Revisões posteriores aumentaram o tamanho e a complexidade dos templos. Durante seu mandato, muitos templos foram construídos com esse design reduzido, mas um marco notável foi a reconstrução do Templo de Nauvoo, Illinois.
Thomas S. Monson, sucessor de Hinckley, dedicou 26 templos durante a sua presidência. Além disso, os seus conselheiros na Primeira Presidência também dedicaram vários templos.
Até outubro de 2018, o sucessor de Monson, Russell M. Nelson, dedicou o Templo de Concepción, no Chile. A Igreja possui 350 templos em diferentes fases, incluindo 197 templos dedicados (190 em operação e 7 anteriormente dedicados, mas fechados para reforma), 5 programados para dedicação, 49 em construção, 1 com cerimônia de lançamento programada e 98 outros anunciados (ainda não em construção). Foi sugerido que a recente construção de templos representa uma tentativa da liderança da igreja de “reenergizar” as congregações diante do crescimento numérico estagnado.

## Simbolismo do Templo
A maioria dos templos é construída voltada para o leste, direção da qual se profetiza o retorno de Jesus Cristo. As torres e espirais no lado leste de templos com múltiplas torres são elevadas em relação às do lado oeste, representando o sacerdócio de Melquisedeque, ou superior.
Alguns templos, como os de Salt Lake, Chicago e Washington D.C., possuem três torres em cada lado, representando três ofícios diferentes nos sacerdócios de Melquisedeque e Aarônico.
Uma estátua do Anjo Moroni está situada no topo de muitos templos construídos após o Templo de Salt Lake. O design da estátua representa a crença dos Santos dos Últimos Dias de que Moroni é o anjo mencionado em Apocalipse 14.